# ریویچی کاوازو
ریویچی کاوازو (انگلیسی: Ryoichi Kawazu؛ زادهٔ ۲۲ مهٔ ۱۹۹۲) بازیکن فوتبال اهل ژاپن است.